# Sigfrid Henry Steinberg
Sigfrid Henry Steinberg (* 3. August 1899 in Goslar; † 28. Januar 1969 in London) war ein deutsch-britischer Historiker und Kunsthistoriker.

## Leben
Steinberg studierte nach einem kurzen Einsatz im Ersten Weltkrieg Geschichte, Kunstgeschichte, Germanistik und Anglistik an der Universität Leipzig. Dort wurde er 1922 bei Walter Goetz mit einer Arbeit über die Goslarer Stadtschreiber promoviert. Er ging 1936 ins Exil nach England und war dort Fellow am Courtauld Institute of Art. Er befasste sich mit der Geschichte von Druck und Typographie, und publizierte eine Geschichte des Buchdrucks, die in mehrere Sprachen übersetzt wurde und in deutscher Sprache in mehreren Auflagen erschienen ist. Breit rezipiert wurden zudem seine Forschungen zum Dreißigjährigen Krieg.

## Schriften (Auswahl)
Autor
- (mit Christine Steinberg v. Pape): Die Bildnisse geistlicher und weltlicher Fürsten und Herren. Bd. 1: Von der Mitte des 10. Jahrhunderts bis zum Ende des 12. Jahrhunderts (950–1200), 2 Teile, Teubner, Leipzig u. Berlin 1931.
- Die Goslarer Stadtschreiber und ihr Einfluß auf die Ratspolitik bis zum Anfang des 15. Jahrhunderts, Geschichts- und Heimatschutzverein Goslar, Goslar 1933.
- Bibliographie zur Geschichte des deutschen Porträts, von Diepenbroick-Grüter & Schulz, Hamburg 1934.
- Historical tables, Macmillan, London 1939.
- A one-year German course, Macmillan, London 1939.
- A Short History of Germany, Cambridge University Press, London 1944; span.: Pegaso, Madrid 1948; dt.: Verlag für Kunst und Wissenschaft, Baden-Baden 1954.
- Five Hundred Years of Printing. Typographia, ars articum omnium conservatrix, Penguin Books, Harmondsworth, Middlesex 1955; dt.: Die schwarze Kunst. 500 Jahre Buchdruck, Prestel, München 1958.
- A new Dictionary of British History, Arnold, London 1963.
- The Thirty Years War and the Conflict for European Hegemony, 1600–1660, Arnold, London 1966; dt.: Der Dreißigjährige Krieg und der Kampf um die Vorherrschaft in Europa. 1600–1660, Vandenhoeck & Ruprecht, Göttingen 1967.

Herausgeber
- Die Geschichtswissenschaft der Gegenwart in Selbstdarstellungen, 2 Bde., Meiner, Leipzig 1925/26.
- (mit Friedrich Purlitz): Deutscher Geschichtskalender. Begründet von Karl Wippermann, Meiner, Leipzig 1927–1930.
- Statesman’s Year Book, Macmillan, London 1946–1969.
- Fifteen German Poets from Hölderlin to George, Macmillan, London 1948.
- Cassel’s Encyclopaedia of Literature, Cassel, London 1953.